# 티플리스현

티플리스현의 문장

티플리스현(러시아어: Тифлисская губерния, 조지아어: თბილისის გუბერნია)은 1846년부터 1917년까지 존재했던 러시아 제국의 현으로 현도는 티플리스(현재의 트빌리시)이며 면적은 44,607km2, 인구는 1,051,032명(1897년 당시 기준)이다. 현재의 조지아 동부에 걸쳐 있었다. 1846년 그루지노이메레티현에서 분리되어 신설되었다.